# Philippe Torreton
Philippe Torreton (Rouen, 1965) es un actor francés que ha participado en distintas películas, documentales y obras de teatro. Formó parte de la Comédie-Française entre los años 1990 y 1999, y se convirtió en el año 1997 en el primer actor de dicho teatro en ganar el Premio César por su actuación en la película Capitaine Conan. También ha ganado el Prix Lumière al mejor actor en el año 2000 por la película Ça commence aujourd'hui y el premio al mejor actor del festival de cine francófono de Angulema en el año 2011 por la película Présumé Coupable.
En el año 2008 se presentó en las listas del Partido Socialista a las elecciones municipales de París. Consiguió ser elegido Consejero de París en el IX Distrito, pero renunció a su cargo en el año 2010 al no residir en la ciudad.

## Filmografía
| - 1990. Dernier Regard (cortometraje) - 1991. La Neige et le Feu - 1992. L.627 - 1993. Une nouvelle vie - 1994. Le petit qui attend le facteur - 1994. L'Ange noir - 1994. Oublie-moi - 1995. L'Appât - 1996. Le Bel été 1914 - 1996. Capitaine Conan - 1998. Ça commence aujourd'hui - 2000. Tôt ou tard - 2000. Félix et Lola - 2001. Les Trois Théâtres - 2001. Les Vertiges de l'amour | - 2002. Monsieur N. - 2003. Corps à corps - 2003. Dear Hunter (cortometraje) - 2004. L'Équipier - 2005. Les Chevaliers du ciel - 2005. Le Grand Meaulnes - 2006. Jean de la Fontaine, le défi - 2008. Ulzhan - 2009. Banlieue 13 - Ultimatum - 2011. Présumé Coupable - 2011. L'Ordre et la Morale - 2011. L'Art d'aimer - 2012. Tous Cobayes ? - 2013. L'Écume des jours - 2013. La Pièce manquante |

## Teatro
| - 1990. La vida de Galileo - 1990. La antífona - 1990. A puerta cerrada - 1990. Lorenzaccio - 1990. La madre culpable - 1991. El padre - 1991. El enfermo imaginario - 1992. Antígona - 1992. La serva amorosa - 1992. George Dandin - 1993. Aujourd'hui ou les Coréens - 1993. Le Faiseur - 1994, 2001. Hamlet | - 1995. El barbero de Sevilla - 1998. Los enredos de Scapin - 1999-2000. Enrique V - 2001-2002. On ne refait pas l'avenir - 2003-2004. Le Limier - 2005. Ricardo III - 2006-2007. Desdichado por ser inteligente - 2007-2008. Dom Juan - 2009. Esperando a Godot - 2009. Tío Vania - 2010. Un pied dans le crime - 2012, 2014. Cyrano de Bergerac |